# Германское учительское общество
Германское учительское общество (нем. Deutscher Lehrerverein) — общественная организация, основанная 28 декабря 1871 года и ликвидированная национал-социалистами в 1933 году в рамках политики гляйхшальтунга.
Динамично развиваясь, Общество насчитывало к 1904 году 45 территориальных отделений, около 3000 местных ячеек и более 105 тысяч членов, к 1914 году членство достигло 130 тысяч — при том, что конкуренцию ему составляли другие учительские объединения, как регионального, так и отраслевого характера (в частности, Германское гимназическое общество). Печатным органом Общества была выходившая в Лейпциге Allgemeine Deutsche Lehrerzeitung (Всеобщая германская учительская газета). Среди руководителей Общества были Отто Тирш (1876—1890), Готфрид Рёль (1904—1925) и Георг Вольф (1925—1933), к его видным деятелям принадлежали Иоганнес Тевс и Карл Претцель.